# Coleophora fuscatella
Coleophora fuscatella é uma espécie de mariposa do gênero Coleophora pertencente à família Coleophoridae.